# Macromitrium greenmanii
Macromitrium greenmanii là một loài rêu trong họ Orthotrichaceae. Loài này được Grout mô tả khoa học đầu tiên năm 1944.